# 58 Aquilae
58 Aquilae, som är stjärnans Flamsteed-beteckning, är en ensam stjärna belägen i den mellersta delen av stjärnbilden Örnen. Den har en skenbar magnitud på ca 5,60 och är svagt synlig för blotta ögat där ljusföroreningar ej förekommer. Baserat på parallax enligt Gaia Data Release 2 på ca 6,3 mas, beräknas den befinna sig på ett avstånd på ca 520 ljusår (ca 160 parsek) från solen. Den rör sig närmare solen med en heliocentrisk radialhastighet av ca -53 km/s och beräknas komma så nära solen som 161 ljusår om ca 1,8 miljoner år.

## Egenskaper
58 Aquilae är en blå  till vit underjättestjärna av spektralklass B9 IV, som är på väg att utvecklas bort från huvudserien. Den har en radie som är ca 5,6 solradier och utsänder ca 117 gånger mera energi än solen från dess fotosfär vid en effektiv temperatur av ca 7 900 K.